# 工程圖

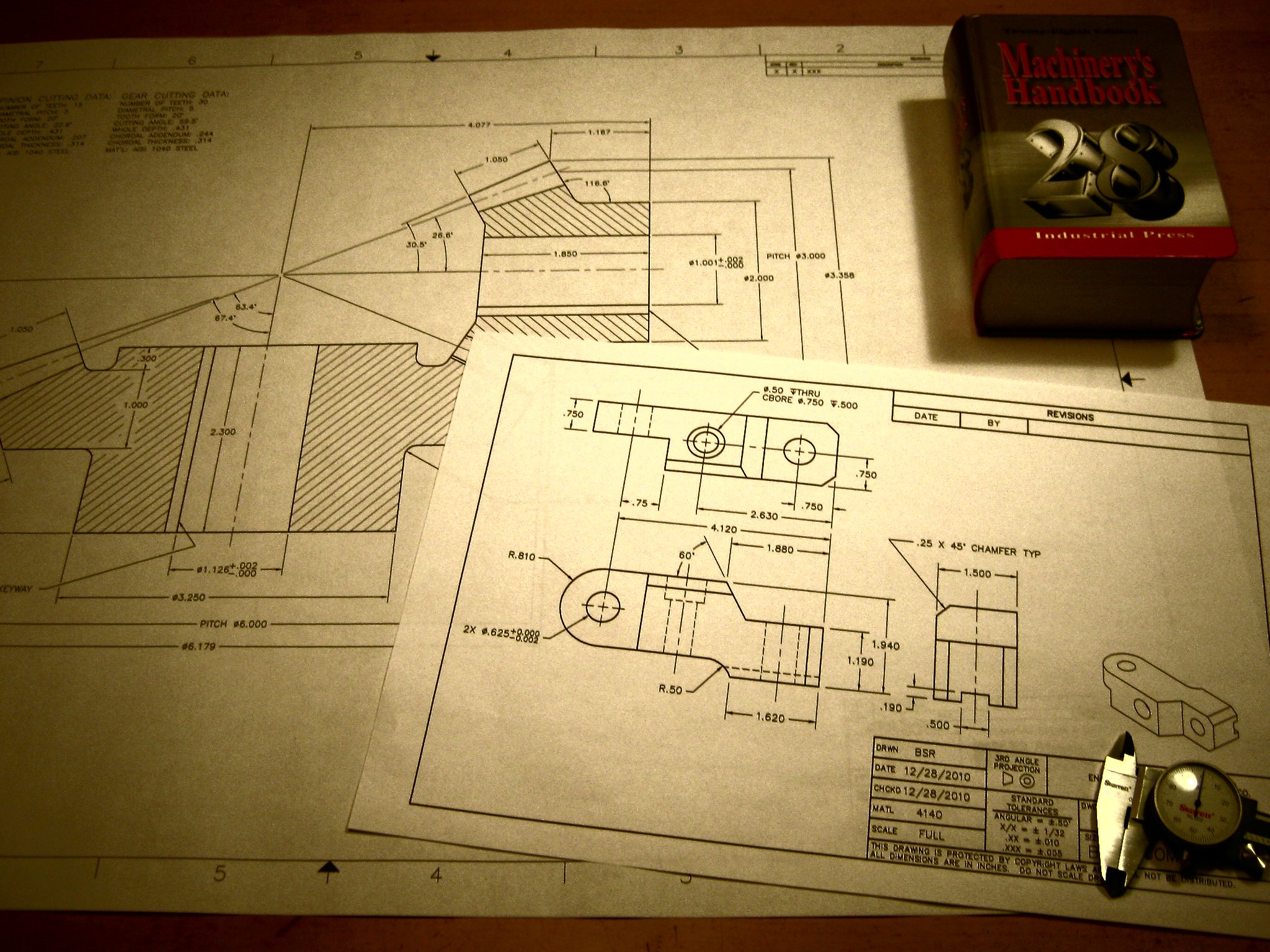
工程圖

工程圖（英語：engineering drawing）是技术制图（technical drawing）的一种，是一種2D圖表或圖畫來描述建築圖、結構圖、機械製圖、電氣圖紙、和管路圖紙的製圖方式。用工程制图的方法绘制的图纸称为工程图（英文为）。
通常工程圖最終要繪製或打印在紙面上，但也可以儲存為數位文件。包括所有需要的信息為目的的集合，可以排除不必要的預測意見。
工程圖依共同協定的標準規範，在正確、迅速、清晰與整潔之製圖四大目標下，使用線條與字法表示工程設計的意念，亦為工業共通的語言。

## 概述
工程圖並非要完全擬真，而是在使用適切的製圖工具繪製，有效表達傳遞設計意念。工程圖如要比擬照片或影像寫實的呈現，在傳統繪圖養成訓練不易，繪製費時且不符經濟效益。使用照像、攝影工具適用於即有的工程記錄與修改，但對未有實際工程之設計並不適用。圖片的描述不如文字敘述正確直接，另對複雜的工程設計，線條的表達比文字清晰明確，故工程圖以線條與字法呈現。雖新式3D實體 CAD軟體工具已能便利的做到擬真設計繪圖，模擬實境作動與即時動態多視角產生影像、動畫等，亦可佈圖印製傳統圖面，但傳統圖面還是相融度最高的主流傳遞溝通方式。
工程圖亦非抽象的美術畫作，眾人對非寫實畫派的藝術名家大作，所見意境差異甚遠。製圖規範制訂以抽象簡略的線條繪製方式，配合字法符號構成的表示法，取代複雜寫實的繪製，提供迅速的表示方式。美工抽象畫派佈圖天馬行空，工程圖佈圖力求整潔，繪製佈圖置位、比例大小；內部結構或局部特徵；輔助圖表及標註等皆遵守規範安排放置。
工程圖不同於一般美術圖畫與影像媒體，為工程特定用途使用，是工程設計與工程施行、檢驗等相關人員溝通的文件，為工業共通的語言。
工程圖目的是要毫不含糊的描述所有幾何特徵的一個地方、物件、溝通建設、製造產品或組件。以傳達足夠的信息，讓建築工地或製造商來實現設計。
所謂工程圖指的是用來指一個單一視圖、表、或一組繪圖工程圖。更準確地說，工程圖是指一個正投影俯視的對象，如在一個平面視圖或平面圖，常常被稱為技術圖紙 。
工程圖常常被稱為藍圖。那是因為早期電腦繪圖不普及，使用化學打印過程中產生的白線藍底圖形的紙；或者是藍線白底圖形的紙，現在電腦繪圖普及已取代藍圖被取代變成黑色或彩色線條白底圖形的紙。
學習工程圖的目的：
1. 識圖：指能看懂別人所繪的圖，了解其所表達描述的物體為何種形狀。
2. 製圖：指能正確運用製圖的設備與用具，將符合原設計者之構想與意見，以圖語精確地繪製成一完整的工程圖。

工程圖之種類：
1. 依用途分類：設計圖、工作圖、說明圖
2. 依內容分類：零件圖、組合圖、流程圖、符號圖、鋼架結構圖、基礎圖

## 圖紙規格
工程圖通常是規模圖紙，即工程圖繪製在一個特定的比例相對於實際規模的地方或物體。不同規模的可用於不同一套的圖紙。以公制尺寸圖紙符合國際紙張尺寸。它要求可以裝訂，折疊或捲起。但也可以以專有格式儲存為數位文件，如DXF格式或PDF格式。

## 比例
例如，可以得出平面圖在13:48（或1 / 4“= 1' - 0”），而詳細的看法可能是畫在1:24（或1 / 2“= 1' - 0”）。網站工程圖常常畫在1“= 20'（1:240）或1”= 30'（1:360）。
在公制的比例一般是 1:10、1:20、1:50、1:100、1:200、1:500、1:1000、1:2000、1:5000，建議以2可除盡為第一優先。

## 線條

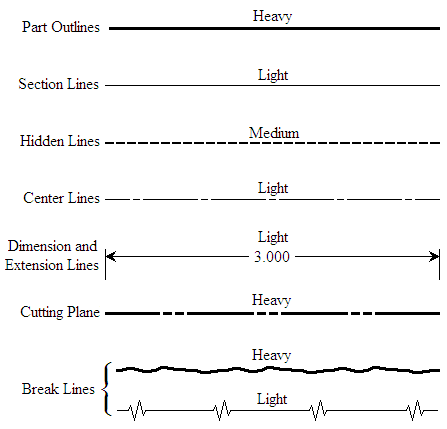
標準的工程圖紙線類型

線條是構成圖的因素之一，工程圖中所使用的線條大致可分為4種：
1. 依線條粗細可以分為粗線、中線、細線
2. 依種類可以分為實線、虛線、鏈線三種
3. 依線條式樣可以分為實線、不規則實線、虛線、細鏈線、粗鏈線、粗線加細鏈線
4. 依用途可以分為輪廓線/圖框線、尺度線、尺度界線、指線、剖面線、作圖線、折斷線、隱藏線、中心線、假想線、節線、割面線、特殊處理表面範圍。

### 先後順序
- 線條重疊：線條粗細優先；重要用途最後，來決定順序。
- 畫鉛筆線條：先畫中心線→內圓→外圓→水平/垂直粗線→斜線→最後才虛線及細線。
- 上墨：先圓弧→曲線→直線→最後才寫字。
- 畫線：
  1. 水平線由左向右畫。
  2. 垂直線時由下往上畫，徒手畫時由上往下畫。
  3. 傾斜60度並緩慢旋轉，使線條粗細一致。
- 文字：書寫時一律由左至右書寫。

## 範例

例如機械製圖

右邊是一個例子，一個工程製圖（一軸測視圖對同一個對象是如圖所示）。不同類型的彩色線為清晰。
黑色輪廓線或指剖面草圖的斜線
紅色隱藏線
藍色中心線
粉紅色剖面線
方向箭頭是指剖面線閱讀方向。